# San Marco (Firenze)
A San Marco-templom és -kolostor Firenzében, a Piazza San Marcón található. A kolostor épülete 1867 óta múzeum, bejárata a templom mellett van.

## A templom
A templomot 1290-ben alapították, később Michelozzo tervei szerint restaurálták 1437-ben, majd Giambologna tervei szerint 1580-ban. A 18. század második felében barokk homlokzatot kapott.
A templom egyhajós belső tere Michelozzó keze nyomát viseli magán. A főkapu feletti timpanonban egy vasból készült feszület látható, amely Giotto iskolájából származik, mellette egy freskó, amelynek témája az Angyali üdvözlet. A képet Pietro Cavallini művének tartják. A jobb oldali második oltáron Fra Bartolomeo festette a Madonna hat szenttel című képet. A harmadik oltár mozaikja 8. századi bizánci stílusú és a régi római Szent Péter-bazilikaból került Firenzébe.
A templom bal oldalán két síremlék látható, Giovanni Pico della Mirandola és Angelo Poliziano nyughelyei. A San Marco sekrestyéjét is Michelozzo tervei szerint építették meg, benne látható egy fekete márványszarkofág, a szentté avatott Antonino firenzei érsek részére készült a 15. század közepén. A szent azonban a róla elnevezett kápolnában nyugszik, amelyet 1588-ban építettek Giambologna tervei szerint. A fali fülkékben látható hat szobor Francavilla művei.

## A kolostor
A kolostor jelenlegi épülete 1437 és 1443 között épült. Helyén egy korábbi kolostor állt. Építtetője Cosimo de’ Medici volt, aki Michelozzót bízta meg a tervezéssel. A kolostor Domonkos -rendi szerzetesek számára épült. Több kolostorudvara van, amiből az elsőt igen hangulatosnak tartják. A kolostor a hírnevét Fra Angelico freskóinak köszönheti. Fra Angelico 9 évet töltött a kolostorban mint szerzetes.
A kolostorban élt még Girolamo Savonarola is, aki 1489 és 1498 között volt szerzetes és prédikátor. Életének utolsó két évében teljesen uralma alá hajtotta a várost, amely ez alatt az idő alatt igen puritán életet élt. Savonarolát 1498 áprilisában a kolostorban elfogták, és májusban máglyán megégették a Piazza della Signorián.